# Giovanni Battista Caviglia

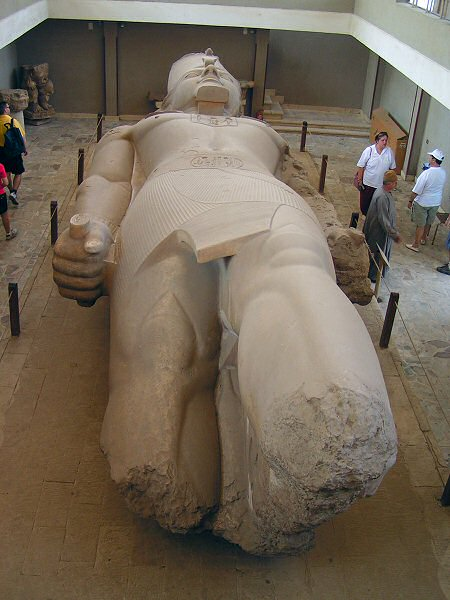
Kolossalstatue Ramses II.

Giovanni Battista Caviglia (* 1770; † 1845) war ein italienischer Kapitän und Ägyptologe. Er bereiste intensiv den gesamten Mittelmeerraum und wurde durch seine Expeditionen in Ägypten bekannt, bei denen er einige bekannte Artefakte entdeckte.

## Werdegang
Während seiner Tätigkeit als Kapitän begegnete er dem britischen Ägyptologen Richard William Howard Vyse und wurde von diesem angeheuert. Zusammen mit John Shae Perring begannen die beiden mit Ausgrabungen an der Mykerinos-Pyramide, der Cheopspyramide und der Chephren-Pyramide. Caviglia spielte bei diesen Arbeiten zwar keine entscheidende Rolle, konnte so aber Erfahrungen bei Ausgrabungen sammeln.
Mit seinen Arbeiten an der Großen Sphinx von Gizeh startete er um 1816 und begann damit die ersten neuzeitlichen Ausgrabungen. Während der Suche nach einem Eingang zu der Sphinx stieß er unter anderem auf die Kapelle der Sphinx und legte diese komplett frei, fand zwei Stelen, die von Ramses II. nach dem Tod seines Vaters bei der Sphinx hinterlassen wurden und ein ca. 1 Meter großes Fragment des Bartes der Sphinx, das er 1818 dem Britischen Museum schenkte. Ganz freigelegt wurde die Sphinx jedoch erst 1925–1926 vom französischen Ingenieur Émile Baraize (1874–1952).

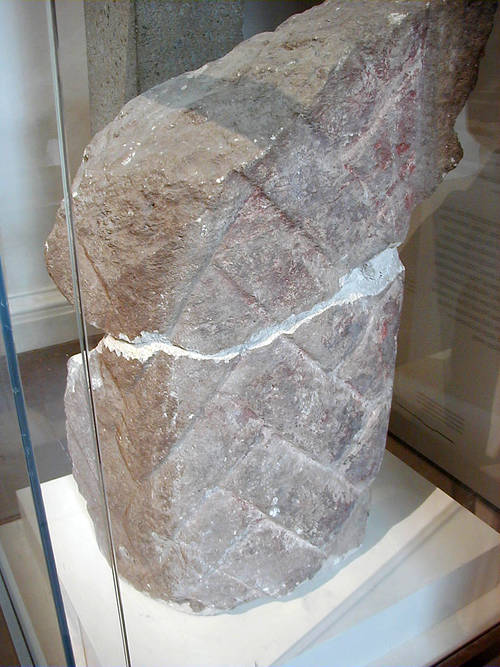
Fragment des Bartes der Sphinx, das heute im Britischen Museum aufbewahrt wird

1820 entdeckte Caviglia in der Nähe von Memphis, am Südeingang des Ptah-Tempels, den 12,88 Meter langen Koloss von Ramses II.
1837 befreite Caviglia zusammen mit Vyse und Perring den Zugang zur Großen Galerie und den Abstieg zur Cheopspyramide. Später wurde dieses Artefakt von Mohammed Ali dem Britischen Museum gestiftet, die Größe der Statue verhinderte jedoch einen Transport nach England.